# يزيد قيسي
يزيد قيسي (بالفرنسية: Yazid Kaïssi)‏ لاعب كرة قدم مغربي، يلعب مع الكرامة الحمصي ولعب مع منتخب المغرب لكرة القدم في أثينا 2004.

## روابط خارجية
- يزيد قيسي على موقع الاتحاد الدولي (مؤرشف)  (الإنجليزية)
- يزيد قيسي على موقع رابطة كرة القدم الفرنسية للمحترفين (الإنجليزية)
- يزيد قيسي على موقع قاعدة بيانات كرة القدم.إي يو (الإنجليزية)
- يزيد قيسي على موقع Soccerway.com (الإنجليزية)
- يزيد قيسي على موقع كووورة
- يزيد قيسي على موقع اللجنة الأولمبية الدولية (الإنجليزية)
- يزيد قيسي على موقع أوليمبيديا (الإنجليزية)